# Carmine Mirabelli

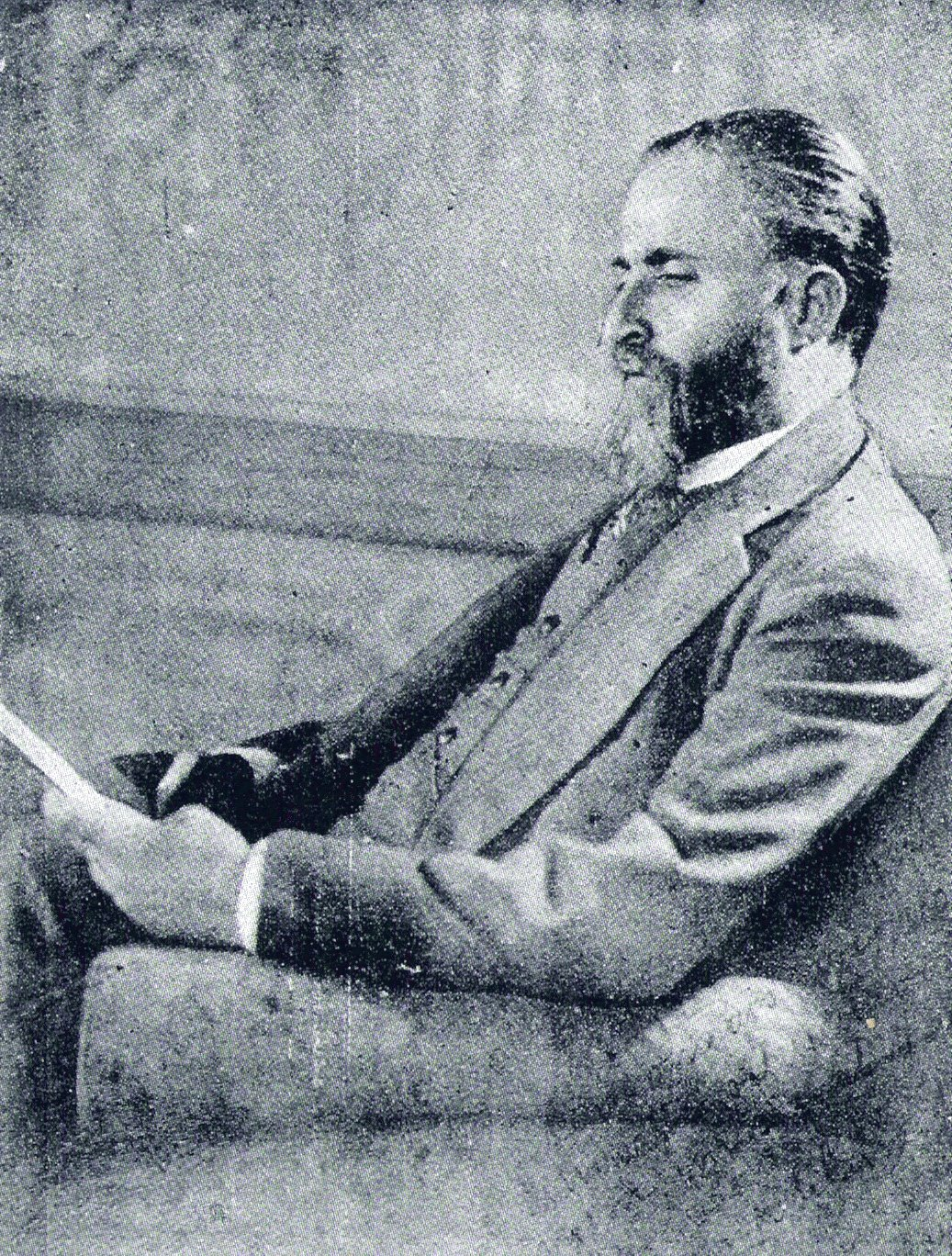
Carlos Mirabelli

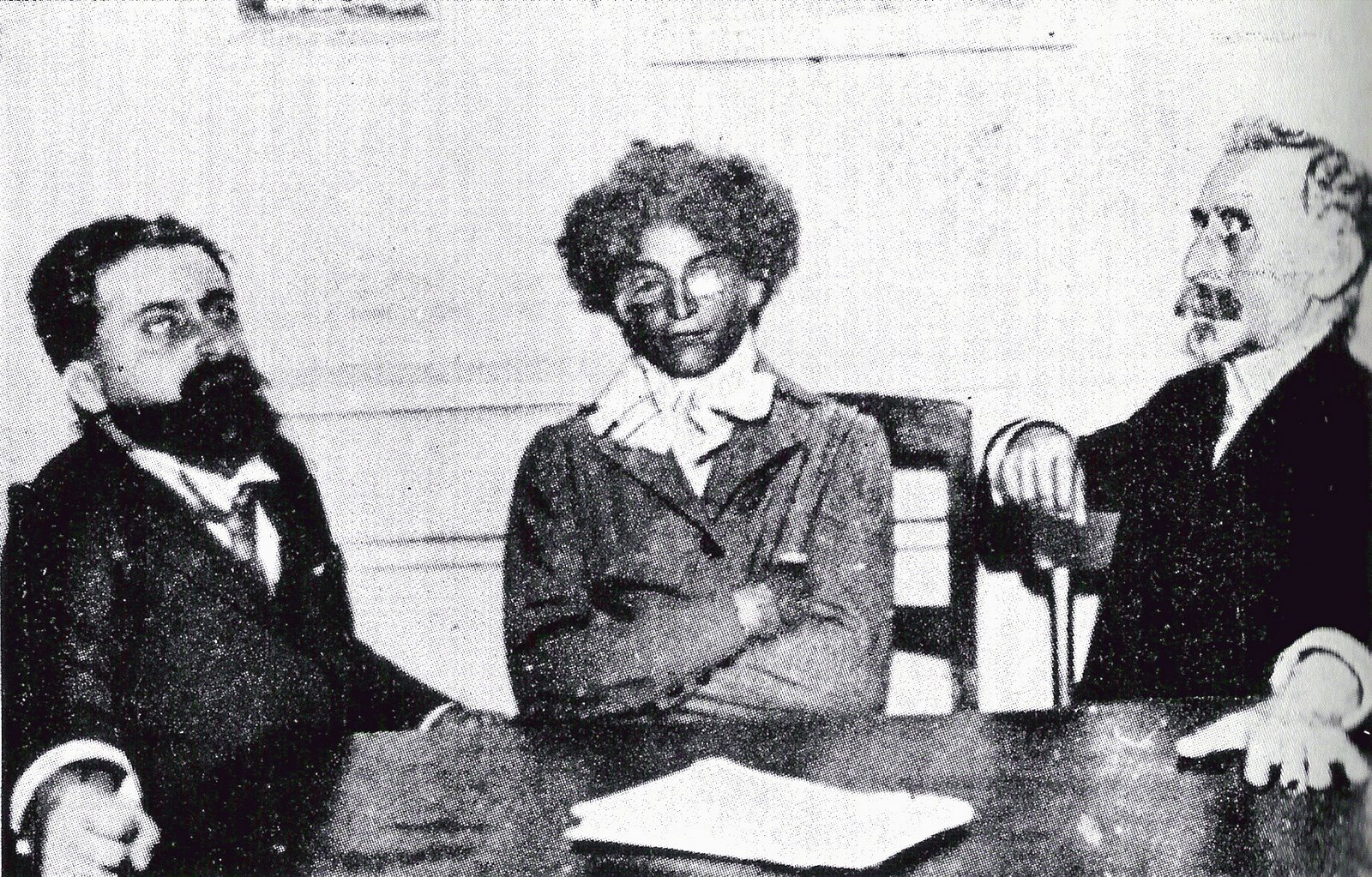
Mirabelli (links), in der Mitte eine vorgebliche Erscheinung.

Carmine Mirabelli, auch bekannt als Carlo Mirabelli oder Carlos Mirabelli (* 2. Januar 1889 in Botucatu, Brasilien; † 30. April 1951 in São Paulo), war ein spiritistisches Medium.
Um ihn gibt es bis heute öffentliche Kontroversen. Kritiker halten die Berichte der Academia Cesar Lombroso für unwissenschaftlich, ihre Gegner widersprechen und verweisen auf Berichte angeblicher paranormaler Phänomene, gestützt auf angeblich fast 400 Experimente, protokolliert von Zeugen. Sie sollen Johannes Grebers Thesen einer „biophysikalischen Energie“ bestätigen.

## Leben
Mirabellis Vater war Luigi Mirabelli, ein protestantischer italienischer Pastor, seine Mutter Christina Scaccioto Mirabelli. Das Paar hatte ein weiteres Kind, Tereza Mirabelli Eugenio, geboren 1891. Wenige Jahre später starb die Mutter.
Carmine besuchte in Botucatu die Schule Grupo Escolar Cardoso de Almeida, in Itu das Colégio São Luiz und in São Paulo das Colégio Cristóvão Colombo. Dort soll er vor Lehrern und Mitschülern ohne Kenntnisse der Sprache ein Referat in perfektem Latein gehalten haben.
Am 22. Februar 1914 behauptete Mirabelli, die Geister verstorbener Verwandter zu sehen. Im selben Jahr, er war damals Angestellter in einem Schuhgeschäft der Companhia de Calçados Villança, sollen sich in ausschließlich seiner Gegenwart Schuhe im Laden paranormal bewegt haben, Zeugen gibt es nicht. Carmine wurde von der Bevölkerung dämonischer Besessenheit beschuldigt und wurde Opfer öffentlicher Aggressionen.
Man veranlasste die Einweisung Mirabellis in eine psychiatrische Anstalt, wo er 18 Tage lang unter Beobachtung stand. Erst hier will sich Mirabelli seiner besonderen Fähigkeiten bewusst geworden sein und bot sich für künftige spiritistische Experimente an. Bekannt war, dass Mirabelli einige einfache Tricks der Taschenspielerkunst beherrschte.
Mirabelli gründete am 25. August 1917 das Centro Espírita São Luiz.
Mirabelli war vier Mal verheiratet und hatte mehrere Kinder. Er war mehrmals inhaftiert wegen Raub und wegen Ausübung illegaler medizinischer Tätigkeit als Geistheiler. Er galt als eloquent und kommunikativ und schätzte die Natur. Außerdem berichtete er von schlafraubenden Angstgefühlen. Mirabelli ging einem kaufmännischen Beruf nach und verdiente mit seinen medialen Fähigkeiten kein Geld. Im fortgeschrittenen Alter nahmen seine medialen Fähigkeiten teilweise ab. Mirabelli starb bei einem Verkehrsunfall, begraben wurde er in São Paulo.

## Experimente, Pro und Contra

### Das „Schiedsgericht“
Die Berichte um Mirabelli lösten in Südamerika lebhafte Diskussionen aus. Es bildete sich ein 20-köpfiges Gremium zur Überprüfung seiner angeblichen paranormalen Fähigkeiten. Einige Mitglieder hatten an Hochschulen Lehrstühle inne oder gehörten geistlichen Orden an. Zu den Teilnehmern gehörten u. a. der Präsident der Republik, Exz. Sousa, Vorsitzender, Staatssekretär Reynaldo Porchat, Senator Muniz Sodre und Professor der Medizin Olegario de Moura von der Universität Sao Paulo. Als Ergebnis der eingehenden Untersuchung und Zeugenvernehmung bezeichnete das Schiedsgericht folgende Punkte als für die Echtheit der Phänomene sprechend:
- die Tatsache, dass die Mehrzahl der Phänomene sich am hellen Tage ereignet habe
- der Umstand, dass die Phänomene scheinbar unkoordiniert und spontan auf Straßen, Plätzen, während der Reise, in Privathäusern und sonstigen Orten aufgetreten seien
- die intellektuelle Mannigfaltigkeit der Leistungen Mirabellis als Medium
- die unmittelbare „Prüfung der Echtheit“ in jedem einzelnen Fall
- die Berichte von Personen, deren Ehrenhaftigkeit über jeden Zweifel erhaben sei

### Die Akademie für psychische Studien
1919 gründete der Industrielle Jose de Freitas Tinoco zur wissenschaftlichen Untersuchung Mirabellis eigens die Academia de Estudos psychicos „Cesar Lombroso“. Er ernannte ein 15-köpfiges Komitee aus Professoren, Ärzten, Militärs, Anwälten u. a. und richtete ein Laboratorium mit vollständiger technischer Einrichtung ein. Versuchsleiter war der Kliniker Dr. de Castro. Eine der Untersuchungsbedingungen war, alle Sitzungen fotografisch festzuhalten. Mirabelli unterwarf sich auch allen weiteren Bedingungen, ließ sich fesseln, einnähen, verschnüren, saß halb entkleidet und fügte sich jeder Anordnung.
Die Untersuchungskommission teilt die Befunde in drei Hauptgruppen:
- A. mediales Sprechen,
- B. automatisches Schreiben,
- C. physikalische Phänomene.

Von insgesamt 392 Experimenten gab es 337 positive und 55 negative, d. h. es wurde kein paranormales Phänomen beobachtet. Gruppe A 189 positive, Gruppe B 85 positive und 8 negative, Gruppe C 3 positive und 47 negative. Von den 63 physikalischen Experimenten wurden 23 bei hellem künstlichen, 40 bei Tageslicht durchgeführt. Alle 392 Versuche wurden an 22 verschiedenen Orten vorgenommen. Von den 47 negativen Sitzungen wurden 35 außerhalb des Laboratoriums der Akademie Cesar Lombroso gehalten. Es beobachteten 555 Zeugen das Medium, davon 450 Brasilianer und 105 Ausländer. Dem Beruf nach waren 2 Professoren, 72 Ärzte, 18 Apotheker, 12 Ingenieure, 36 Rechtsanwälte, 8 Übersetzer, 3 Landwirte, 22 Zahnärzte, 5 Chemiker, 26 Literaten, 89 Staatsmänner, 25 Offiziere. 141 gehörten sonstigen Berufen an.

#### A. Mediales Sprechen
Mirabelli sprach im Zustand der medialen Ekstase (Trance) in folgenden Sprachen: einheimische Dialekte, Deutsch, Französisch, Holländisch, Englisch, 4 italienische Dialekte, Tschechisch, Arabisch, Japanisch, Russisch, Spanisch, Türkisch, Hebräisch, Albanisch, afrikanische Dialekte, Latein, Chinesisch, Neugriechisch, Polnisch, syrio-ägyptische Dialekte, Altgriechisch. Er behandelte Themen, die weit abseits seines Wissens und seines bürgerlichen Lebens lagen. Es ging dabei um Medizin, Recht, Soziologie, Nationalökonomie, Politik, Theologie, Psychologie, Geschichte, Naturwissenschaften, Astronomie, Philosophie, Logik Musikwissenschaft, Okkultismus und Literatur.
Die Kommission war der Ansicht, dass Form und Inhalt der fremdsprachlichen Vorträge das natürliche Maß menschlicher Gedächtnisleistung überstiegen und trickmäßig nicht zu produzieren seien. Es gebe zwar auch andere Sprachgenies, z. B. Kardinal Mezzofanti, jedoch war dieser hochgebildet, dagegen sei von Mirabelli vollkommen unklar, woher er die Sprachen gelernt und das Wissen erworben haben könne.

#### B. Automatisches Schreiben
„Mirabelli sitzt an einem kleinen Tisch mit Papier und Bleistiften, das Tischchen selbst hat weder Schubladen noch Fächer. Nachdem die Hand einen Bleistift ergriffen, wiederholt von sich geschleudert und wieder ergriffen hat, kommt sie allmählich in ein fieberhaftes Schreiben und der Bleistift eilt ohne Unterbrechung blitzschnell über das Papier. Während des Schreibens, das mehrere Minuten dauert, hebt Mirabelli den Blick zu einem der Anwesenden, spricht mit ihm, schreibt weiter, seufzt auf, ohne dass sich die Schnelligkeit des Schreibens mindert. Die Tatsache des Schreibens wird von allen Anwesenden geprüft und bestätigt. Dann nimmt der Sekretär die beschriebenen Blätter an sich. Die Dokumentation enthält das Verzeichnis aller Niederschriften geordnet nach Sprache, Thema, Zeitdauer des Schreibens, Anzahl Seiten und von Mirabelli genanntem Namen der Inspirators. Während das Medium angab, es werde geführt durch Galilei, Kepler, Leonardo da Vinci, Malebrauche, Voltaire, Lenin u. a., will die Untersuchungskommission dies nur als Arbeitshypothese gelten lassen.“

Zwei kurze, inhaltlich gleiche Abhandlungen in Französisch und Deutsch sind im Bild 5 wiedergegeben. Beide Texte sind relativ gut lesbar und flüssig geschrieben. Der französische Text enthält wenige Fehler, der deutsche mehr. Die Handschriften sind völlig unterschiedlich, typisch französisch und typisch deutsch. Alle Niederschriften geschahen in großer Geschwindigkeit, etwa 2–3 Minuten für ein A4-Blatt.

#### C. Physikalische Phänomene
„Bei diesen Versuchen galten u. a. folgende Regeln: Als Beweis wird nur das anerkannt, was sich logisch oder empirisch bestätigt. Die Ergebnisse sollen vom Glauben unabhängig sein. Jedes Phänomen, gegen welches von Teilnehmern begründete Einwände erhoben wurden, wird als zweifelhaft verworfen. Das Medium ist unausgesetzt unter Beobachtung durch zwei Kontrolleure; es wird gefesselt, mit Schnüren gebunden, plombiert und bleibt gesichert, auch wenn es sich im Trancezustand befindet. Die Versuche werden, ob bei Tages- oder künstlichem Licht, stets bei einem Helligkeitsgrad ausgeführt, der Täuschungen ausschließt und nachträglichen Zweifeln und Einwänden vorbeugt. Vor jeder Sitzung werden Versuchsraum, Medium und alle Gegenstände genauestens untersucht und alle Trickvorbereitungen unterbunden. Nach Schluß der Sitzung wird das Protokoll abgefaßt, verlesen, von den Anwesenden unterzeichnet, begründete Einwände beigefügt. Die Versuchsleitung zieht immer wieder neue Angehörige der gebildeten Stände zu den Sitzungen bei, um die Versuche einer ernsten, klärenden Kritik zu unterwerfen.“

Eines der Fotos zeigt links Mirabelli in Trance, rechts Prof. de Castro und in der Mitte den materialisierten Dichter Parini, gest. 1799. Im Ergebnisbericht steht: „Die ausgiebige Anwendung des fotographischen Verfahrens lässt den Einwand der Halluzinationstheorie nicht zu, welche auch, wie in den Beispielen beschrieben, durch die Versuchsleitung während der Sitzungen immer wieder nachgeprüft wurde.“
Der Artikel schließt mit der Bemerkung: „Man hat gegenüber einer so umfassenden Zeugenschaft, einer so gründlich geführten Untersuchung, nicht das Recht, dieses gewaltige Dokument für die Authentizität medialer Erscheinungen einfach zu ignorieren, da bei diesen Experimenten Versuchsbedingungen erstrebt, vielleicht durchgeführt wurden, wie sie ein ins Extrem gesteigerter Skeptizismus verlangen kann.“

### Weitere Nachforschungen
Auch Hans Driesch untersuchte 1928 Mirabelli in Sao Paulo. Er sah keine Materialisierungen und hörte nur Vorträge auf Italienisch und Estnisch, wozu Driesch meinte, dass Mirabelli diese Sprachen vielleicht hätte sprechen können. Er beobachtete aus nächster Nähe und bei Tageslicht aber auch telekinetische Phänomene, für die er keine Erklärung hatte.
1930 begutachtete der britische Psychologe Eric J. Dingwall die originalen portugiesischen Dokumente und fand, er sei völlig unfähig zu irgendeiner Entscheidung über diesen Fall.
1934 besuchte Theodore Besterman einige Séancen Mirabellis in Brasilien, fand jedoch nichts Außergewöhnliches.
1990 veröffentlichte Guy Lyon Playfair einen Artikel, in dem er aufzeigte, dass ein Foto des levitierenden Mirabelli retuschiert worden sein könnte. Dem entgegneten die Anhänger Mirabellis, dass dies der erste Nachweis eines Betruges wäre, und dass es viele andere Fotos gebe, die unmöglich gefälscht sein konnten.
Der brasilianische Konsul in München bestätigte 1927 auf Anfrage der ZfP die Glaubwürdigkeit der in den Texten erwähnten und ihm persönlich bekannten Personen aus den besten Kreisen Brasiliens. Von Widerrufen oder Beschwerden dieser Personen nach Veröffentlichung des Buches hat Hans Driesch 1928 nichts erfahren.